# Theodor Hirsch
Theodor Hirsch (født 17. december 1806 ved Danzig, død 17. februar 1881 i Greifswald) var en tysk historiker. Han var far til Ferdinand Hirsch.
Hirsch var 1833–65 lærer i historie ved gymnasiet i Danzig og siden 1850 arkivar sammesteds samt 1865 udnævntes til professor i Greifswald. Hirsch forfattede en række afhandlinger vedrørende Danzig og dets forhold, blandt andet Danzigs Handels- und Gewerbegeschichte unter der Herrschaft des Deutschen Ordens (1858). Hirsch var tillige medudgiver af "Scriptores rerum Prussicarum" (5 bind, 1861–74) og udgav bind 9 af "Urkunden und Aktenstücke zur Geschichte des Kurfürsten Friedrich Wilhelm von Brandenburg" (1879).